# Молодіжний (U-20) кубок африканських націй
Молодіжний (U-20) кубок африканських націй (англ. Africa U-20 Cup of Nations) — футбольний турнір для африканських збірних віком до 20 років, заснований 1979 року. Одночасно є кваліфікацією африканських збірних на Молодіжний чемпіонат світу.

## Історія
З 1979 до 1989 року турнір мав формат плей-оф, де кожна збірна проводила по грі вдома і на виїзді. З 1991 року був створений відбірковий етап, на якому визначаються 8 найкращих збірних, які і борються за трофей у одній з країн.

## Результати

### Кубок африканських націй (U-21)
| 1979 Детальніше | Алжир   | 2 — 1 2 — 3 | Гвінея      | Ефіопія     | Нігерія     |
| 1981 Детальніше | Єгипет  | 2 — 0 1 — 1 | Камерун     | Алжир       | Нігерія     |
| 1983 Детальніше | Нігерія | 2 — 2 2 — 1 | Кот-д'Івуар | Алжир       | Гвінея      |
| 1985 Детальніше | Нігерія | 1 — 1 2 — 1 | Туніс       | Кот-д'Івуар | Ефіопія     |
| 1987 Детальніше | Нігерія | 2 — 1 3 — 0 | Того        | Марокко     | Сомалі      |
| 1989 Детальніше | Нігерія | 2 — 0 2 — 1 | Малі        | Алжир       | Кот-д'Івуар |

### Чемпіонат Африки (U-21)
| 1991 Детальніше | Єгипет     | Єгипет  | 2 — 1 | Кот-д'Івуар | Гана        | 2 — 0 | Замбія  |
| 1993 Детальніше | Мавританія | Гана    | 2 — 0 | Камерун     | Єгипет      | 3 — 0 | Ефіопія |
| 1995 Детальніше | Нігерія    | Камерун | 4 — 0 | Бурунді     | Нігерія     | 1 — 0 | Малі    |
| 1997 Детальніше | Марокко    | Марокко | 1 — 0 | ПАР         | Кот-д'Івуар | 2 — 0 | Гана    |
| 1999 Детальніше | Гана       | Гана    | 1 — 0 | Нігерія     | Камерун     | 2 — 1 | Замбія  |
| 2001 Детальніше | Ефіопія    | Ангола  | 2 — 0 | Гана        | Єгипет      | 2 — 0 | Ефіопія |

### Чемпіонат Африки (U-20)
| 2003 Детальніше | Буркіна-Фасо     | Єгипет           | 4 — 3              | Кот-д'Івуар | Малі    | 1 — 1 (5 — 4 пен.) | Буркіна-Фасо |
| 2005 Детальніше | Бенін            | Нігерія          | 2 — 0              | Єгипет      | Бенін   | 1 — 1 (5 — 3 пен.) | Марокко      |
| 2007 Детальніше | Республіка Конго | Республіка Конго | 1 — 0              | Нігерія     | Гамбія  | 3 — 1              | Замбія       |
| 2009 Детальніше | Руанда           | Гана             | 2 — 0              | Камерун     | Нігерія | 2 — 1              | ПАР          |
| 2011 Детальніше | ПАР              | Нігерія          | 3 — 2 д.ч.         | Камерун     | Єгипет  | 1 — 0              | Малі         |
| 2013 Детальніше | Алжир            | Єгипет           | 1 — 1 (5 — 4 пен.) | Гана        | Нігерія | 2 — 1              | Малі         |
| 2015 Детальніше | Сенегал          | Нігерія          | 1 — 0              | Сенегал     | Гана    | 3 — 1              | Малі         |

### Кубок африканських націй (U-20)
| 2017 Детальніше | Замбія     | Замбія | 2 — 0              | Сенегал | Гвінея | 2 — 1               | ПАР     |
| 2019 Детальніше | Нігер      | Малі   | 1 — 1 (3 — 2 пен.) | Сенегал | ПАР    | 0 — 0 (5 — 3 пен.)  | Нігерія |
| 2021 Детальніше | Мавританія | Гана   | 2–0                | Уганда  | Гамбія | 0–0 дч (4 — 2 пен.) | Туніс   |
| 2023 Детальніше | Єгипет     |        |                    |         |        |                     |         |

## За збірною
| Місце | Збірна           | Чемпіонств                                   | Фіналів                    | 3-х місць             | 4-х місць                  | Півфіналів           |
| ----- | ---------------- | -------------------------------------------- | -------------------------- | --------------------- | -------------------------- | -------------------- |
| 1     | Нігерія          | 7 (1983, 1985, 1987, 1989, 2005, 2011, 2015) | 2 (1999, 2007)             | 3 (1995*, 2009, 2013) | 1 (2019)                   | 2 (1979, 1981)       |
| 2     | Гана             | 4 (1993, 1999*, 2009, 2021)                  | 2 (2001, 2013)             | 2 (1991, 2015)        | 1 (1997)                   | –                    |
| 3     | Єгипет           | 4 (1981, 1991*, 2003, 2013)                  | 1 (2005)                   | 3 (1993, 2001, 2011)  | –                          | –                    |
| 4     | Камерун          | 1 (1995)                                     | 4 (1981, 1993, 2009, 2011) | 1 (1999)              | –                          | –                    |
| 5     | Малі             | 1 (2019)                                     | 1 (1989)                   | 1 (2003)              | 4 (1995, 2011, 2013, 2015) | –                    |
| 6     | Замбія           | 1 (2017*)                                    | –                          | –                     | 3 (1991, 1999, 2007)       | –                    |
| 7     | Алжир            | 1 (1979)                                     | –                          | –                     | –                          | 3 (1981, 1983, 1989) |
| 8     | Марокко          | 1 (1997*)                                    | –                          | –                     | 1 (2005)                   | 1 (1987)             |
| 9     | Ангола           | 1 (2001)                                     | –                          | –                     | –                          | –                    |
| 9     | Республіка Конго | 1 (2007*)                                    | –                          | –                     | –                          | –                    |
| 11    | Кот-д'Івуар      | –                                            | 3 (1983, 1991, 2003)       | 1 (1997)              | –                          | 2 (1985, 1989)       |
| 12    | Сенегал          | –                                            | 3 (2015*, 2017, 2019)      | –                     | –                          | –                    |
| 13    | ПАР              | –                                            | 1 (1997)                   | 1 (2019)              | 2 (2009, 2017)             | –                    |
| 14    | Гвінея           | –                                            | 1 (1979)                   | 1 (2017)              | –                          | 1 (1983)             |
| 15    | Туніс            | –                                            | 1 (1985)                   | –                     | 1 (2021)                   | –                    |
| 16    | Того             | –                                            | 1 (1987)                   | –                     | –                          | –                    |
| 16    | Бурунді          | –                                            | 1 (1995)                   | –                     | –                          | –                    |
| 16    | Уганда           | –                                            | 1 (2021)                   | –                     | –                          | –                    |
| 19    | Гамбія           | –                                            | –                          | 2 (2007, 2021)        | –                          | –                    |
| 20    | Бенін            | –                                            | –                          | 1 (2005*)             | –                          | –                    |
| 21    | Ефіопія          | –                                            | –                          | –                     | 2 (1993, 2001*)            | 2 (1979, 1985)       |
| 22    | Сомалі           | –                                            | –                          | –                     | –                          | 1 (1987)             |
| 23    | Буркіна-Фасо     | –                                            | –                          | –                     | 1 (2003*)                  | –                    |

* = Господарі